# Кругловка (Озёрский городской округ)
Кругловка (до 1938 — Курненен (нем. Kurnehnen), до 1946 — Курнен (нем. Kurnen)) — посёлок в Озёрском городском округе, до 2014 года входил в состав Гавриловского сельского поселения.

## История
20 августа 1914 года в ходе Гумбинненского сражения Первой мировой войны в районе Куркенена действовал 4-й армейский корпус под командованием генерала от артиллерии Э.Х.С. Алиева. К полудню 20 августа 118-й пехотный Шуйский полк был охвачен с флангов и занял оборону в Куркенен.
В 1938 году Курненен был переименован в Курнен. 21 января 1945 года Курнен был занят войсками 3-го Белорусского фронта, в 1946 году был переименован в поселок Кругловку.

## Население
| 1910 | 1933 | 1939 | 2002 | 2010 |
| ---- | ---- | ---- | ---- | ---- |
| 195  | ↘190 | ↘174 | ↘41  | ↗45  |